# Rio Ruidoso
Der Rio Ruidoso ist der 58 km lange rechte Quellfluss des Rio Hondo im US-Bundesstaat New Mexico. „Río Ruidoso“ kommt aus dem Spanischen und bedeutet „lauter, geräuschvoller Fluss“.

## Verlauf
Der Rio Ruidoso durchfließt die Sacramento Mountains im Südosten von New Mexico. Die Quellflüsse entspringen an den Flanken des Gebirgszugs Sierra Blanca. Der Rio Ruidoso entsteht am Zusammenfluss von North Fork und South Fork Rio Ruidoso 5 km westlich von Ruidoso auf einer Höhe von 2247 m. Der Rio Ruidoso fließt in überwiegend östlicher Richtung durch das Bergland. Er passiert Ruidoso. Beim Ortsteil Hollywood mündet der Carrizo Creek von rechts in den Rio Ruidoso. Dieser passiert im Anschluss Ruidoso Downs. Der U.S. Highway 70 folgt ab der Einmündung des Carrizo Creek dem Flusslauf des Rio Ruidoso. Dieser vereinigt sich schließlich bei der Siedlung Hondo auf einer Höhe von 1579 m mit dem Rio Bonito zum Rio Hondo.

## Hydrologie
Der Rio Ruidoso entwässert ein etwa 750 km² großes Gebiet. Der mittlere Abfluss (MQ) am Pegel bei Hollywood bei Flusskilometer 45 beträgt 0,5 m³/s.

## Flutkatastrophen
Am Rio Ruidoso kommt es immer wieder zu Sturzfluten aufgrund von Starkniederschlagsereignissen an dessen Quellflüssen. Im Juli 2008 kam es infolge des Hurrikans Dolly zu Sturzfluten mit einem Toten und größeren Sachschäden. Im Juli 2025 kam es erneut zu einer Sturzflut mit mindestens 3 Toten.